# Аффинация
Аффинация (фр. affiner, очищать) — предварительная, грубая очистка сахарного песка перед его рафинированием. В результате аффинирования получается аффинированный сахар, или аффинад, чистотой около 97 %.
При кристаллизации сахара поверхность кристаллов сахарозы покрыта межкристалльным «маточным» раствором, который имеет более низкое качество (кормовая патока), чем сами кристаллы. Аффинация состоит в замещении этой плёнки на более тонкий слой материала более высокого качества с помощью добавления в утфель концентрированного аффинирующего раствора, в качестве которого обычно используется «зелёная» патока — оттёк производства утфеля первой стадии.